# الیسون تایلر
کورتنی ماری بیرز (انگلیسی: Courtney Marie Byers؛ زادهٔ ۵ ژانویهٔ ۱۹۹۰ ‏(۳۵ سال)) که با نام صحنه الیسون تایلر (انگلیسی: Alison Tyler) شناخته می‌شود، بازیگر پورنوگرافی اهل ایالات متحده آمریکا است.

## جوایز و نامزدی‌ها
| سال  | نامزد برای                        | جوایز           | نتیجه    |
| ---- | --------------------------------- | --------------- | -------- |
| ۲۰۱۳ | سکسی ترین بازیگر پورنوگرافی       | سکس اواردز      | نامزدشده |
| ۲۰۱۵ | جایزه طرفداران                    | جایزه ای‌وی‌ان    | نامزدشده |
| ۲۰۱۶ | بهترین صحنه سه نفره               | جایزه ای‌وی‌ان    | نامزدشده |
| ۲۰۱۶ | بهترین صحنه برای فیلم بازسازی شده | جشنواره ایکس‌بیز | نامزدشده |
| ۲۰۱۶ | بهترین صحنه همجنس‌گرایی زنانه      | جایزه لینک      | نامزدشده |
| ۲۰۱۷ | جایزه طرفداران                    | جایزه ای‌وی‌ان    | نامزدشده |
| ۲۰۱۸ | جایزه طرفداران                    | جایزه ای‌وی‌ان    | نامزدشده |